# Jakov Filipović
Jakov Filipović (Vukosavlje, 17 de octubre de 1992) es un futbolista bosnio, nacionalizado croata, que juega en la demarcación de defensa para el S. K. Beveren de la Segunda División de Bélgica.

## Selección nacional
Debutó con la selección de fútbol de Croacia el 11 de enero de 2017. Lo hizo en un partido de la China Cup 2017 contra Chile que finalizó con un resultado de empate a uno tras el gol de Franko Andrijašević para Croacia, y de César Pinares para el combinado chileno.

## Clubes
| Club                 | País        | Año       | Partidos | Goles |
| -------------------- | ----------- | --------- | -------- | ----- |
| H. N. K. Cibalia     | Croacia     | 2014-2016 | 55       | 6     |
| N. K. Inter Zaprešić | Croacia     | 2016-2017 | 40       | 4     |
| K. S. C. Lokeren     | Bélgica     | 2017-2020 | 84       | 1     |
| F. C. BATE Borisov   | Bielorrusia | 2020-2022 | 97       | 7     |
| S. K. Beveren        | Bélgica     | 2023-     | 64       | 3     |

## Palmarés

### Campeonatos nacionales
| Título                   | Club               | País        | Año  |
| ------------------------ | ------------------ | ----------- | ---- |
| Segunda Liga de Croacia  | H. N. K. Cibalia   | Croacia     | 2016 |
| Copa de Bielorrusia      | F. C. BATE Borisov | Bielorrusia | 2020 |
| Copa de Bielorrusia      | F. C. BATE Borisov | Bielorrusia | 2021 |
| Supercopa de Bielorrusia | F. C. BATE Borisov | Bielorrusia | 2022 |